# Uli Weinhandl

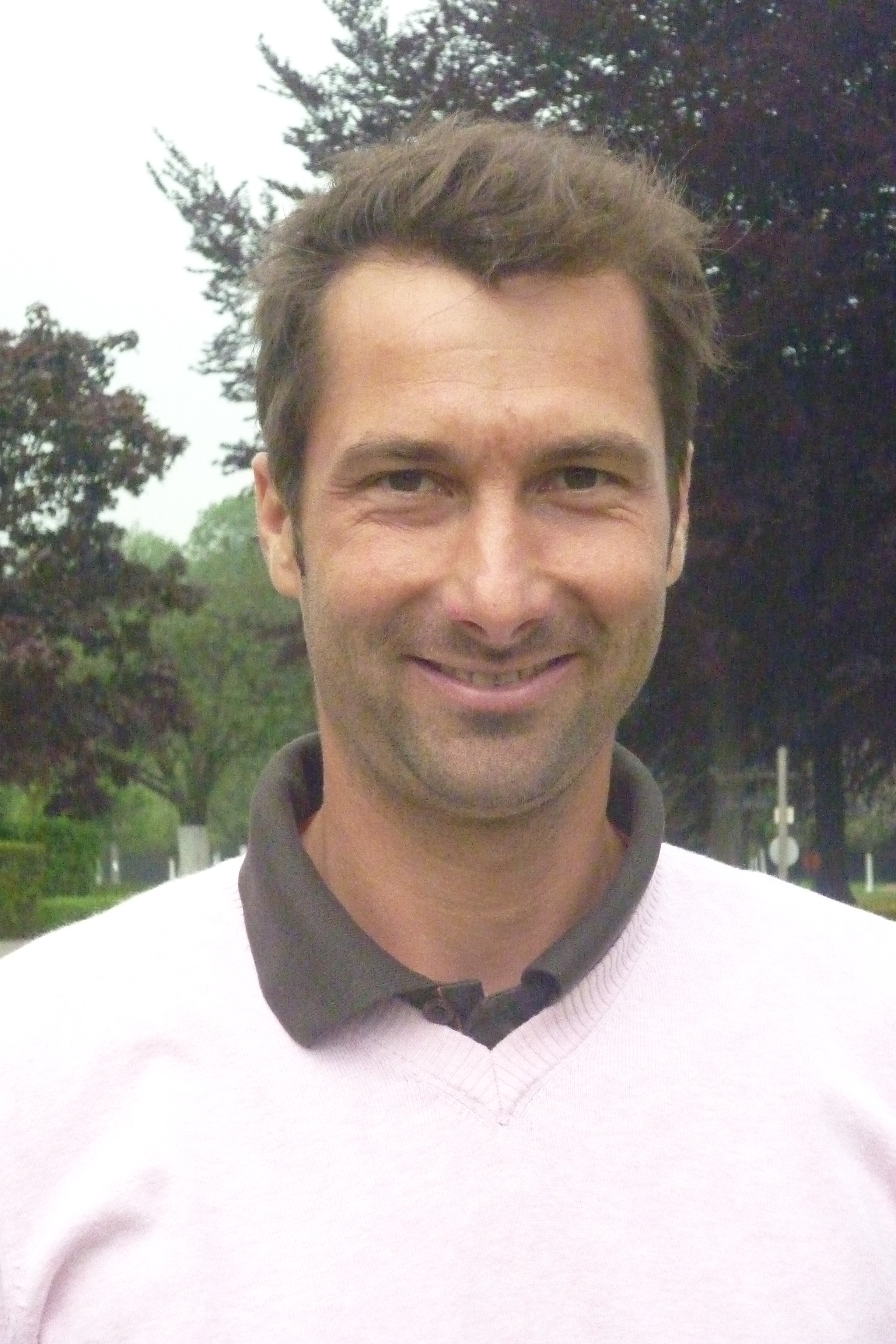
Telenet Trophy 2012

Uli Weinhandl is een golfprofessional uit Oostenrijk.

## Amateur
Op 12-jarige leeftijd begon Uli ballen te slaan op Golfclub Fürstenberg-Loipersdorf. Niet lang daarna was hij een van de beste amateurs in Oostenrijk.

## Professional
In 1989 werd Weinhandl professional. Hij begon op de Europese Challenge Tour en in 2000 haalde hij Stage 2 van de Amerikaanse PGA Tourschool. Sindsdien heeft hij een aantal ongelukken gehad die hem veel tijd gekost hebben, in 2001 met zijn motor, in 2004 met skiën en in 2007 met de auto, waarbij hij zijn beide middenvoetsbeentjes brak en een blessure aan zijn hand opliep. Hij wordt ondersteund door de Markus Brier Foundation, die een aangepast programma voor hem opstelde.
In 2011 begon het seizoen met een ronde van 66 in Valencia, in Mirabelle maakte hij nog een ronde van 65, maar verder zijn de resultaten middelmatig. Zijn gemiddelde in 2011 is 72,06 slagen. Op de Tourschool speelde hij de eerszte ronde op Ebreichrdorf, waar hij zich kwalificeerde voor Stage 2, die in december in Spanje wordt gespeeld.

### Gewonnen
Alps Tour
- 2009: Lyoness Open op Gut Freiberg
- 2010: Omnium van België, Alps de Espana (-11) in Madrid

PGAs of Europe
- 2013: EK Fourball